# Tom Latham
Pour les articles homonymes, voir Latham.
Thomas Paul Latham dit Tom Latham, né le 14 juillet 1948 à Hampton (Iowa), est un homme politique américain, représentant républicain de l'Iowa à la Chambre des représentants des États-Unis de 1995 à 2015.

## Biographie
Tom Latham grandit dans une ferme près d'Alexander. Diplômé du Cal Community College à Latimer en 1966, il étudie par la suite au Wartburg College (en) puis à l'université d'État de l'Iowa, sans y obtenir de diplôme.
En 1994, lors de la révolution républicaine, il est élu à la Chambre des représentants des États-Unis. Il devient un ami proche de John Boehner, futur président de la Chambre,.
D'abord élu d'une circonscription du nord-ouest de l'Iowa, Latham devient le représentant d'un district du centre-nord de l'État après le redécoupage des circonscriptions de 2002.
À la suite du recensement de 2010, l'Iowa perd un siège à la Chambre des représentants. Pour les élections de 2012, Latham choisit de se présenter face au démocrate Leonard Boswell dans le 3e district, plus au sud. Il déménage alors d'Ames à Clive. La nouvelle circonscription s'étend désormais de Des Moines à Council Bluffs et compte légèrement plus de républicains que de démocrates. Latham dispose de fonds beaucoup plus importants que Boswell, qu'il bat avec près de neuf points d'avance. Le même jour, le président démocrate Barack Obama remporte la circonscription de quatre points.
Un temps pressenti pour se présenter à la succession de Tom Harkin au Sénat des États-Unis, Latham annonce en février 2013 qu'il ne sera pas candidat préférant se concentrer sur son mandat de représentant. En décembre 2013, il annonce qu'il ne se représentera lors des élections de 2014,. Sa décision est alors considérée comme une surprise par de nombreux élus et observateurs politiques locaux,.